# Ga Jongno 3(sam)-ga
Ga Jongno 3(sam)-ga (Tiếng Hàn: 종로3가역, Hanja: 鍾路3街驛) hay Ga Jongno 3(sam)-ga (Công viên Tapgol) (Tiếng Hàn: 종로3가 (탑골공원), Hanja: 鍾路3街(탑골公園)驛) là ga trung chuyển cho Tàu điện ngầm vùng thủ đô Seoul tuyến 1, Tàu điện ngầm vùng thủ đô Seoul tuyến 3 và Tàu điện ngầm vùng thủ đô Seoul tuyến 5 đặt tại Jongno 3-ga, Donui-dong và Myo-dong, Jongno-gu, Seoul. Ga Jongno 3-ga là tên chính thức của Tuyến 1 và Tuyến 3, và Ga Jongno 3-ga (Công viên Tapgol) là tên chính thức của Tuyến 5. Trong số các ga tàu điện ngầm ở Seoul, ga này có số lượng hành khách miễn phí lớn nhất do chế độ ưu đãi dành cho người cao tuổi. Vào ngày 31 tháng 12 hàng năm, Sự kiện Rung chuông Bosingak tại Ga Jonggak cũng thu hút đám đông đến ga này khi đi qua mà không dừng lại.
Vào tháng 12 năm 2010 nhà ga ghi nhận là nơi tiêu thụ dữ liệu WiFi cao thứ năm trên tất cả các ga của Tàu điện ngầm Seoul, sau đó là Ga xe buýt tốc hành, Ga Sadang, Ga Dongdaemun và Ga Jamsil.

## Lịch sử
- 15 tháng 8 năm 1974: Bắt đầu kinh doanh với việc khánh thành Tuyến 1
- 13 tháng 9 năm 1983: Tên ga tàu điện ngầm Seoul tuyến 3 được quyết định là Ga Jongno 3(sam)-ga[6]
- 18 tháng 10 năm 1985: Nó trở thành ga trung chuyển với việc mở đoạn Dongnimmun ~ Yangjae của Tàu điện ngầm Seoul tuyến 3[7]
- 30 tháng 12 năm 1996: Với việc khai trương Tuyến 5, nó trở thành ga trung chuyển cho ba tuyến.
- 24 tháng 7 năm 2001: Tên ga phụ trên Tuyến 5 được hiển thị trên Phố Văn hóa Insa-dong.

## Bố trí ga

### Tuyến số 1 (B2F)
| Jongno 5(o)-ga ↑ |
| \| S/B           |
| ↓ Jonggak        |

| Hướng Bắc | ● Tuyến 1 | ← Hướng đi Dongdaemun · Sinseol-dong · Cheongnyangni · Yeoncheon        |
| Hướng Nam | ● Tuyến 1 | → Hướng đi Tòa thị chính · Ga Seoul · Incheon · Seodongtan · Sinchang → |

| Tuyến và hướng                                       | Chuyển tuyến nhanh |
| ---------------------------------------------------- | ------------------ |
| Tuyến 1 (Hướng Yeoncheon) → Tuyến 3, Tuyến 5         | 6-1                |
| Tuyến 1 (Hướng Incheon, Sinchang) → Tuyến 3, Tuyến 5 | 4-2, 7-3           |

Phạm vi có thể đạt được mà không cần chuyển
| Hướng lên | Hướng lên | Ga hiện tại      | Hướng xuống | Hướng xuống | Hướng xuống | Hướng xuống |
| Yeoncheon | ←         | Jongno 3(sam)-ga | →           | Incheon     | Cheonan     | Sinchang    |

### Tuyến số 3 (B4F)
| Anguk ↑             |
| S/B N/B \|          |
| ↓ Euljiro 3(sam)-ga |

| Hướng Bắc | ● Tuyến 3 | ← Hướng đi Gyeongbokgung · Yeonsinnae · Gupabal · Jichuk · Daehwa |
| Hướng Nam | ● Tuyến 3 | → Hướng đi Chungmuro · Oksu · Xe buýt tốc hành · Suseo · Ogeum →  |

| Tuyến và hướng                                             | Chuyển tuyến nhanh |
| ---------------------------------------------------------- | ------------------ |
| Tuyến 3 (Hướng Daehwa) → Tuyến 1 (Hướng Yeoncheon)         | 9-2                |
| Tuyến 3 (Hướng Daehwa) → Tuyến 1 (Hướng Incheon, Sinchang) | 10-4               |
| Tuyến 3 (Hướng Daehwa) → Tuyến 5                           | 2-2, 4-3           |
| Tuyến 3 (Hướng Ogeum) → Tuyến 1 (Hướng Yeoncheon)          | 2-3                |
| Tuyến 3 (Hướng Ogeum) → Tuyến 1 (Hướng Incheon, Sinchang)  | 1-1                |
| Tuyến 3 (Hướng Ogeum) → Tuyến 5                            | 7-2, 9-3           |

### Tuyến số 5 (B5F)
| Gwanghwamun ↑      |
| E/B W/B \|         |
| ↓ Euljiro 4(sa)-ga |

| Hướng Tây  | ● Tuyến 5 | ← Hướng đi Gongdeok · Sân bay Quốc tế Gimpo · Banghwa |
| Hướng Đông | ● Tuyến 5 | → Hướng đi Hanam Geomdansan · Macheon →               |

| Tuyến và hướng                                                | Chuyển tuyến nhanh |
| ------------------------------------------------------------- | ------------------ |
| Tuyến 5 (Hướng Hannam Geomdansan, Macheon) → Tuyến 1, Tuyến 3 | 1-1                |
| Tuyến 5 (Hướng Banghwa) → Tuyến 1, Tuyến 3                    | 8-4                |

## Xung quanh nhà ga
Các địa điểm sau có thể truy cập từ lối ra của nhà ga này được liệt kê như sau
| Lối ra \| 나가는 곳 \| Exit \| 出口 | Lối ra \| 나가는 곳 \| Exit \| 出口 |
| ----------------------------------- | --- |
| 1                                   | Công viên Tapgol (Jeongja) Jongno 2-ga |
| 2                                   | Jongno 3-ga |
| 2-1                                 | Donui-dong |
| 3                                   | Donui-dong Jongno 3-ga Seoul Dosim 50 Plus Center |
| 4                                   | Nakwon-dong |
| 5                                   | Insa-dong Công viên Tapgol (Cổng sau) Cơ quan xúc tiến thủ công mỹ nghệ Hàn Quốc Trung tâm hỗ trợ văn hóa và cuộc sống Nakwon Bảo tàng Mokin Bảo tàng trang sức Boni Trung tâm phúc lợi người cao tuổi Seoul Văn phòng thuế Jongno |
| 6                                   | Đại học điện tử Soongsil Changdeokgung Bảo tàng Tteok Unhyeongung Trung tâm dịch vụ cộng đồng Jongno 1,2,3,4 ga-dong |
| 7                                   | Donhwamun-ro Changdeokgung |
| 8                                   | Jongmyo |
| 9                                   | Jongno 3-ga Community Policing Center |
| 10                                  | Bongik-dong |
| 11                                  | Quảng trường công viên Jongmyo |
| 12                                  | Jongno 4-ga Trung tâm mua sắm thiết bị y tế |
| 13                                  | Jangsa-dong Cheonggyecheon Cầu Gwansu |
| 14                                  | Cheonggyecheon Cầu Gwansu |
| 15                                  | Gwansu-dong |

## Du lịch
Vào tháng 1 năm 2013, Tổng công ty đường sắt cao tốc đô thị Seoul xuất bản sách hướng dẫn miễn phí gồm ba ngôn ngữ: Tiếng Anh, Tiếng Nhật và Tiếng Trung (giản thể và phồn thể), trong đó có tám tour du lịch cũng như đề xuất cho thuê phòng, nhà hàng và trung tâm mua sắm. Chúng được phân phối từ trung tâm thông tin trên 44 ga tàu điện ngầm, tên là Ga Itaewon trên tuyến 6 và Ga Gwanghwamun trên tuyến 5. Tám tour du lịch được thiết kế với các chủ đề khác nhau, ví dụ: Văn hóa truyền thống Hàn Quốc. Đi từ Ga Jongno 3-ga đến Ga Anguk và Ga Gyeongbokgung trên tuyến 3 ở đó trưng bày cửa hàng đồ cổ và phòng trưng bày nghệ thuật của Insa-dong.

## Thay đổi hành khách
| Năm                                        | Số lượng hành khách (người)          | Số lượng hành khách (người)                      | Số lượng hành khách (người)                      | Tổng cộng | Ghi chú |
| Năm                                        | liên kết=Tàu điện ngầm Seoul tuyến 1 | liên kết=Tàu điện ngầm vùng thủ đô Seoul tuyến 3 | liên kết=Tàu điện ngầm vùng thủ đô Seoul tuyến 5 | Tổng cộng | Ghi chú |
| ------------------------------------------ | ------------------------------------ | ------------------------------------------------ | ------------------------------------------------ | --------- | ------- |
| 1994                                       | 78,333                               | 35,884                                           |                                                  | 114,217   |         |
| 1995                                       | 71,090                               | 36,030                                           | 107,120                                          |           |         |
| 1996                                       | 76,351                               | 30,955                                           | —                                                | 107,306   |         |
| 1997                                       | 93,417                               | 16,217                                           | —                                                | 109,634   |         |
| 1998                                       | 93,086                               | 15,078                                           | —                                                | 108,164   |         |
| 1999                                       | —                                    | —                                                | —                                                | —         |         |
| 2000                                       | 99,957                               | 13,773                                           | 24,117                                           | 137,847   |         |
| 2001                                       | 102,596                              | 13,742                                           | 25,299                                           | 141,637   |         |
| 2002                                       | 99,379                               | 13,857                                           | 25,051                                           | 138,287   |         |
| 2003                                       | 98,101                               | 13,007                                           | 25,114                                           | 136,222   |         |
| 2004                                       | 97,828                               | 12,690                                           | 25,778                                           | 136,296   |         |
| 2005                                       | 94,130                               | 16,653                                           | 25,728                                           | 136,511   |         |
| 2006                                       | 90,152                               | 18,987                                           | 25,157                                           | 134,296   |         |
| 2007                                       | 85,518                               | 19,290                                           | 24,605                                           | 129,413   |         |
| 2008                                       | 80,863                               | 20,168                                           | 24,321                                           | 125,352   |         |
| 2009                                       | 77,214                               | 20,431                                           | 24,562                                           | 122,207   |         |
| 2010                                       | 74,361                               | 19,904                                           | 24,828                                           | 119,093   |         |
| 2011                                       | 74,910                               | 19,197                                           | 25,874                                           | 119,981   |         |
| 2012                                       | 73,197                               | 19,264                                           | 26,450                                           | 118,911   |         |
| 2013                                       | 71,612                               | 20,057                                           | 27,306                                           | 118,975   |         |
| 2014                                       | 73,723                               | 20,473                                           | 28,419                                           | 122,615   |         |
| 2015                                       | 72,149                               | 20,358                                           | 27,243                                           | 119,750   |         |
| 2016                                       | 70,610                               | 19,731                                           | 28,066                                           | 118,407   |         |
| 2017                                       | 68,202                               | 20,876                                           | 28,617                                           | 117,695   |         |
| 2018                                       | 65,905                               | 23,014                                           | 30,917                                           | 119,836   |         |
| 2019                                       | 66,955                               | 25,262                                           | 33,131                                           | 125,348   |         |
| 2020                                       | 43,033                               | 17,469                                           | 20,542                                           | 81,044    |         |
| 2021                                       | 40,536                               | 17,136                                           | 20,597                                           | 78,269    |         |
| 2022                                       | 45,813                               | 19,201                                           | 24,975                                           | 89,989    |         |
| 2023                                       | 49,427                               | 21,658                                           | 28,711                                           | 99,796    |         |
| Nguồn                                      |                                      |                                                  |                                                  |           |         |
| : Phòng dữ liệu Tổng công ty Vận tải Seoul |                                      |                                                  |                                                  |           |         |

## Hình ảnh

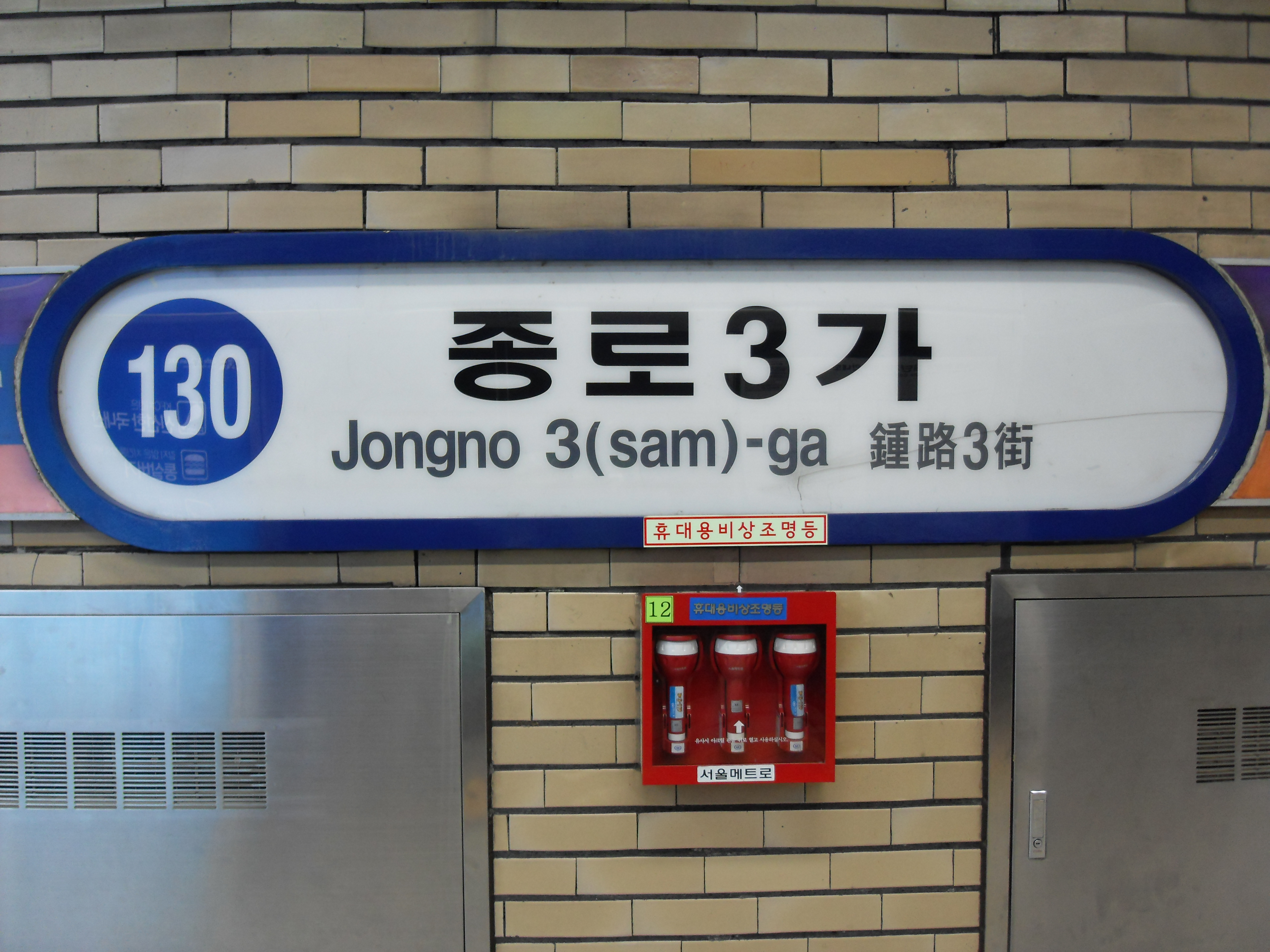
Bảng tên nhà ga Tuyến 1 (Trước khi sửa đổi)
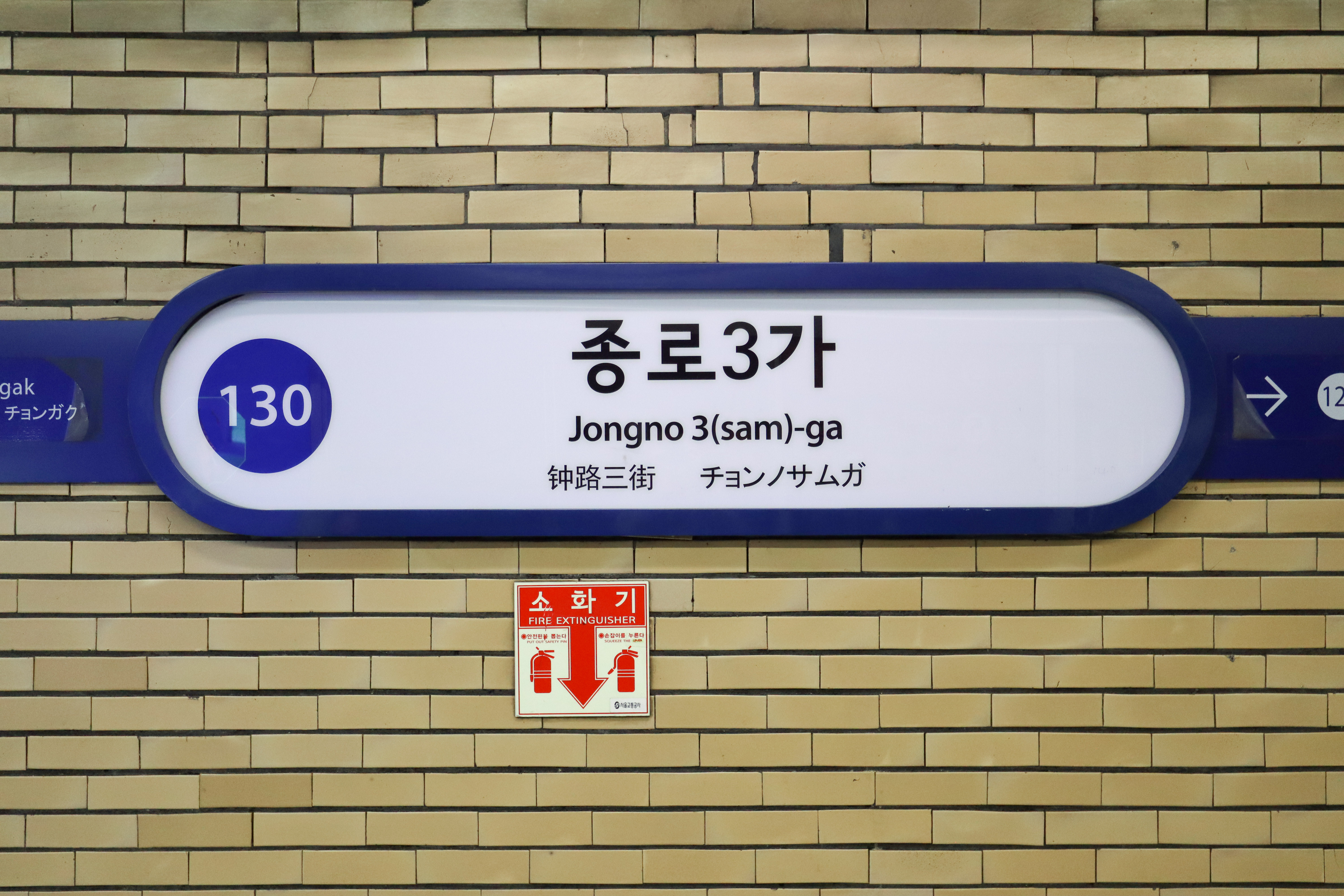
Bảng tên ga Tuyên 1
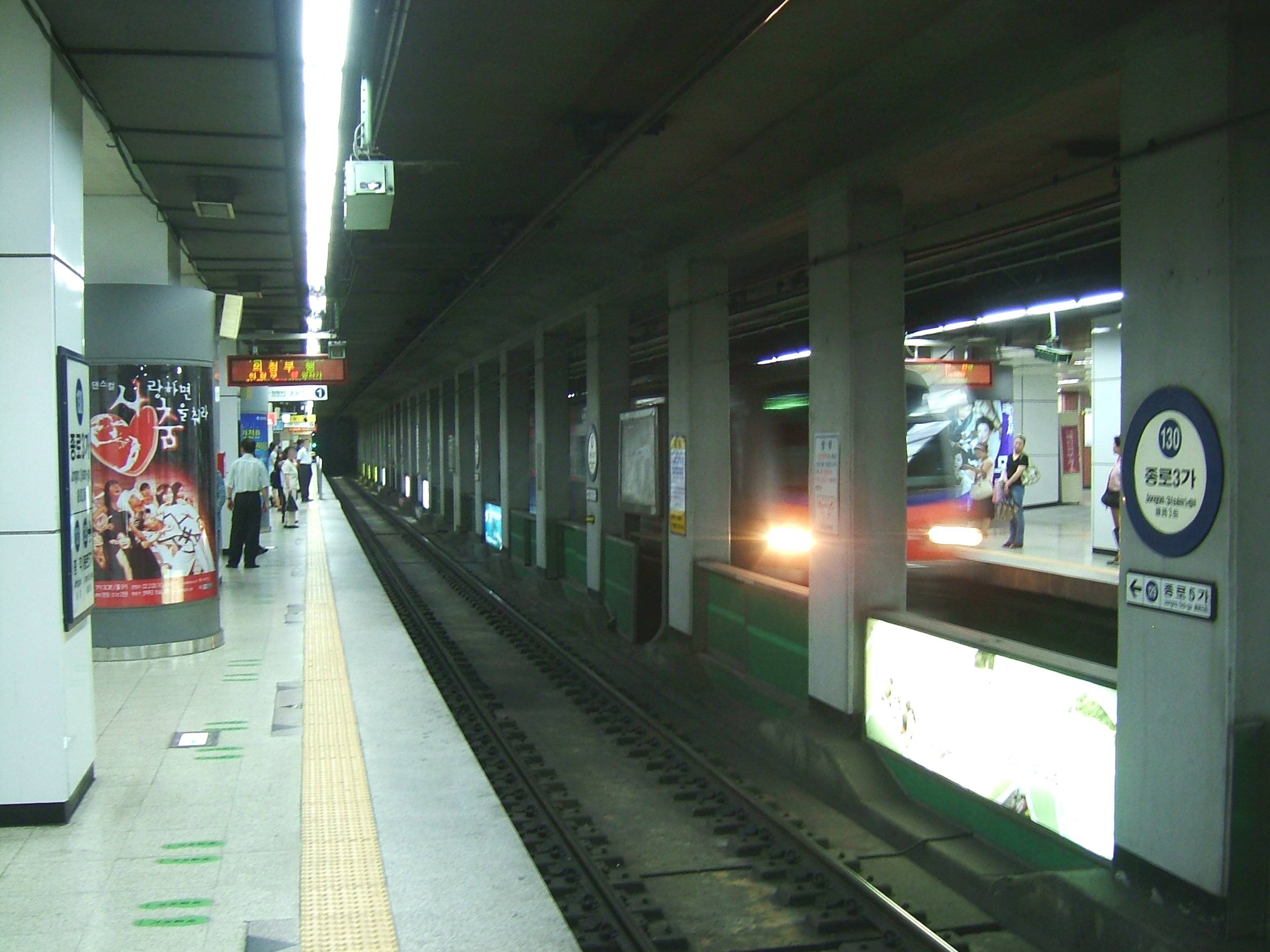
Sân ga Tuyến 1 (Trước khi lắp Cửa chắn sân ga)
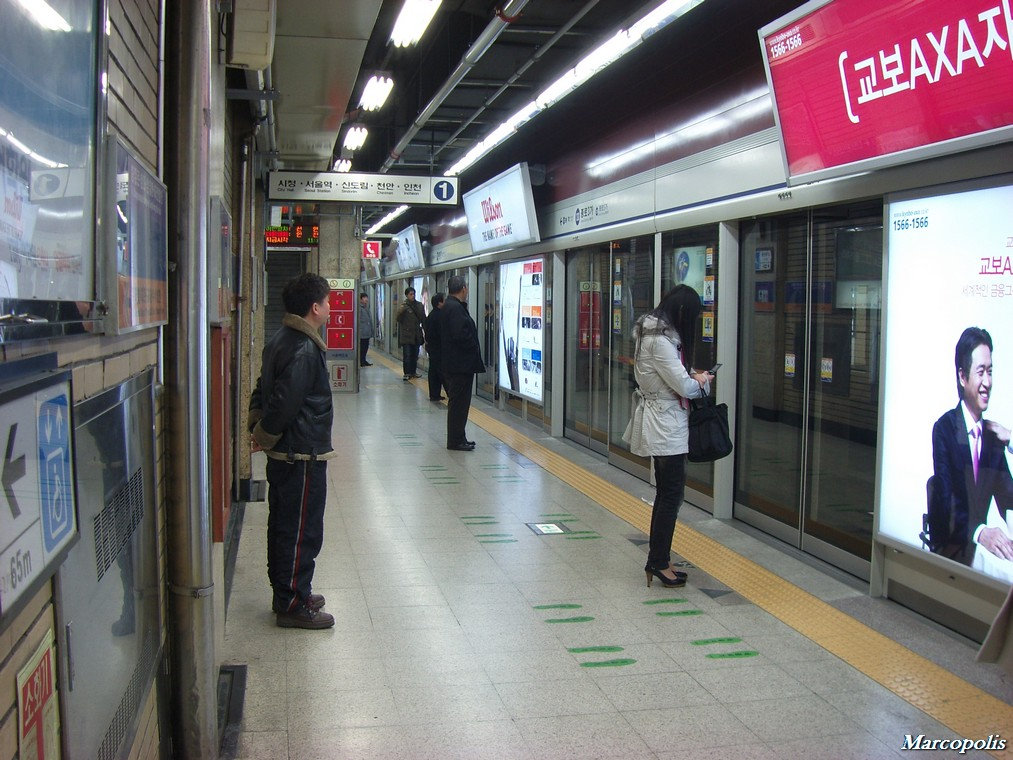
Sân ga Tuyến 1
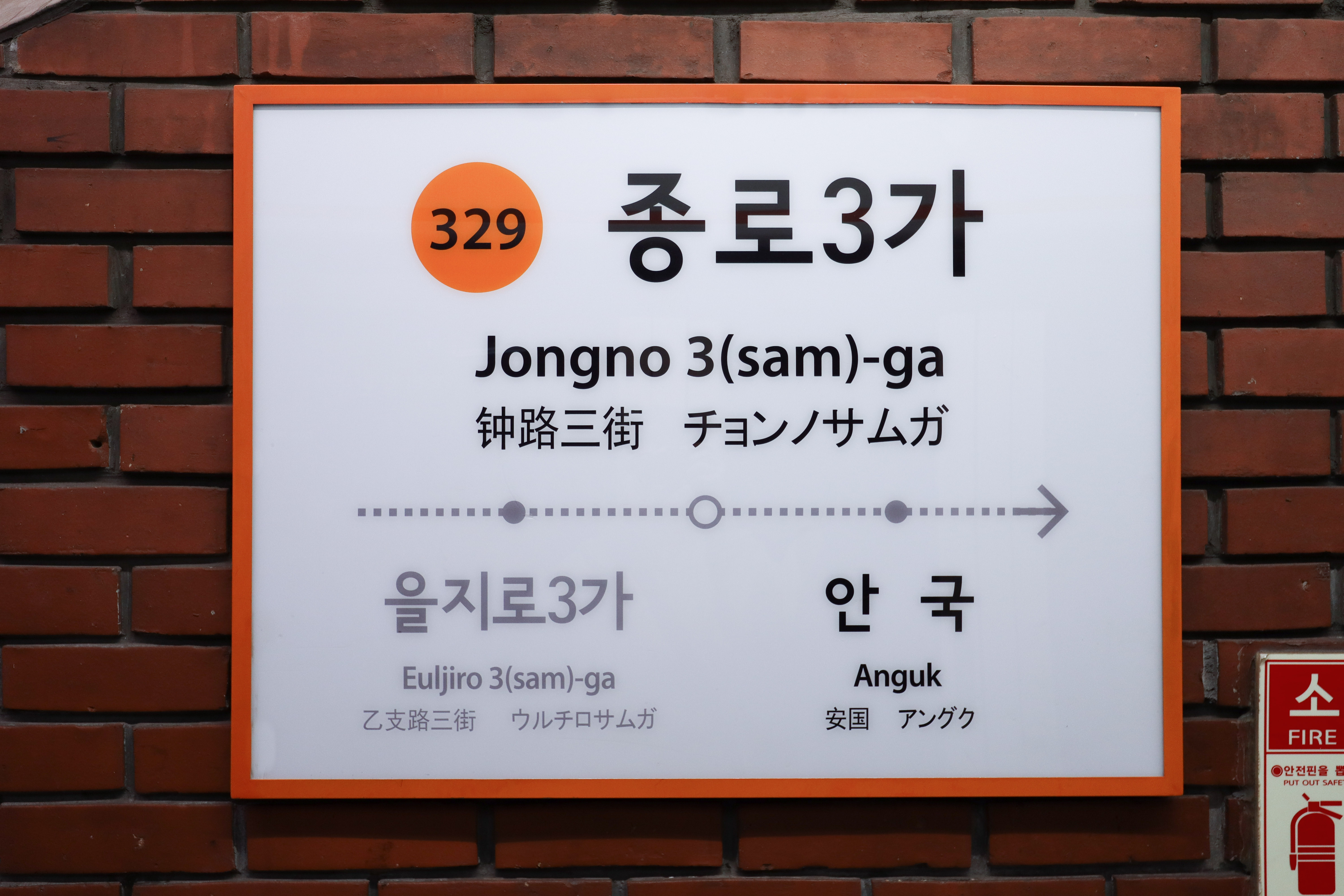
Bảng tên ga Tuyến 3
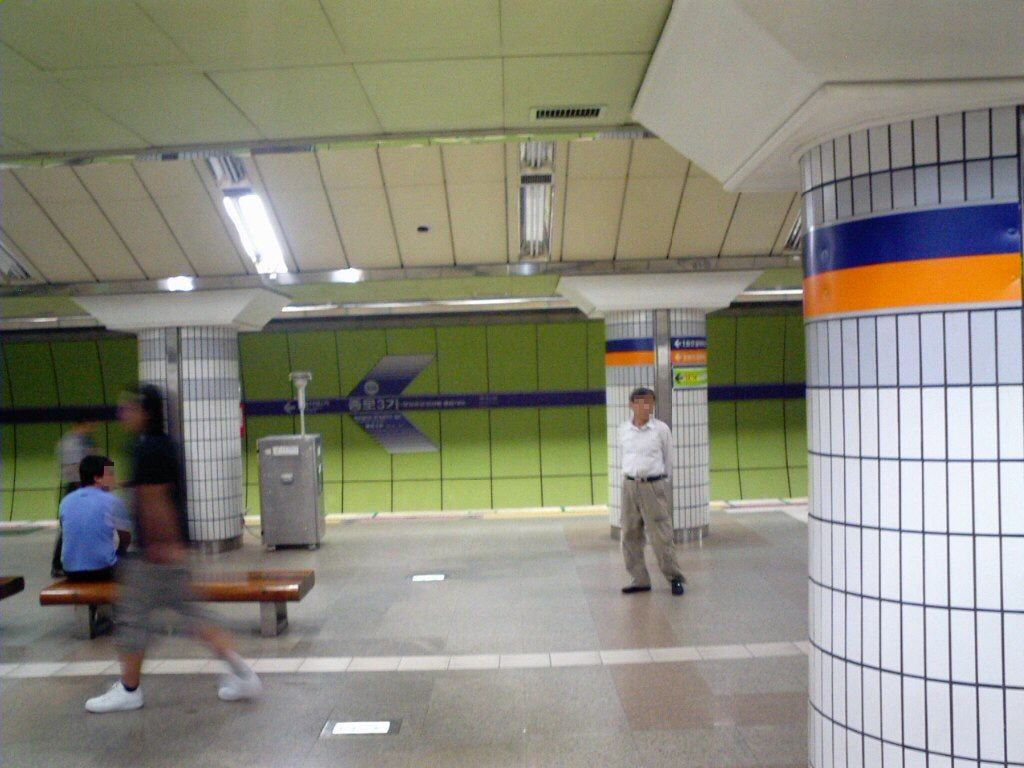
Sân ga Tuyến 5 (Trước khi lắp Cửa chắn sân ga)